# Георги Менов
Георги Николов Менов е български политик от Българския земеделски народен съюз.

## Биография
Роден е на 23 ноември 1933 г. в град Неврокоп. Завършва агрономия в София и работи в ТКЗС-то в родния си град. От 1971 г. е заместник-председател на АПК „Неврокоп“ и член на БЗНС. От 1981 до 1986 г. е член на Управителния съвет на БЗНС. В периода 1981 – 1985 е председател на Окръжното ръководство на БЗНС в Благоевград, а след това заместник-председател на НАПС. От 1981 до 1986 г. е член на УС на БЗНС. Между 1986 и 1990 г. е член на Постоянното присъствие на БЗНС. През 1986 – 1988 г. е завеждащ отдел „Селско стопанство“ при ПП на БЗНС. Георги Менов е министър на земеделието и горите в периода декември 1988-февруари 1990 г. Пенсионира се през 1993 г..